# Saalburg-Ebersdorf
Saalburg-Ebersdorf là một đô thị ở huyện Saale-Orla, bang Thüringen, Đức. Đô thị này có diện tích 71,87 km2, dân số thời điểm ngày 31 tháng 12 năm 2006 là 3967 người. Thị trấn nằm bên sông Saale, 10 km về phía tây nam Schleiz, và 30 km về phía tây Plauen.